# Lavinia Cosma
Lavinia-Corina Cosma (n. 30 octombrie 1981, România) este o politiciană română, copreședintă a Partidului Verde (Verzii), care a îndeplinit funcția de deputat în legislatura 2016-2020, aleasă în județul Mureș pe listele USR. În prezent este Copreședintă a Partidului Verde (Verzii).

## Politică
În 2020 a candidat pentru Primăria Muncipiului Târgu Mureș, obținând 505 voturi.
Fosta deputată mureșeană Lavinia Cosma a fost aleasă sâmbătă, 3 septembrie 2022, în funcția de copreședinte al Partidului Verde,  cu ocazia Congresului Extraordinar care a avut loc la București. Potrivit Biroului de Presă al Partidului Verde, în cadrul Congresului Extraordinar, moțiunea „România Justă. O țară sănătoasă!”, care se bazează „pe construcția unei României sănătoase. 

Lavinia Cosma fost realeasă Copreședintă a Partidului Verde cu ocazia Congresului Extraordinar de la Bușteni din 27 Mai 2023 și a Congresului Extraordinar de la București din 9 Decembrie 2023, cel din urmă fiind deja înscris în registrul Partidelor Politice de la Tribunalul București.